# Gwendoline
Gwendoline és una òpera en tres actes amb música d'Emmanuel Chabrier i llibret en francès de Catulle Mendès. Es va estrenar al Théâtre de la Monnaie de Brussel·les el 10 d'abril de 1886. Van seguir més representacions a Carlsruhe el 1889, Leipzig el 1890, després a Lió i a París el 1893. Gwendoline va ser un intent de Chabrier d'escriure una òpera seriosa en l'estil de Richard Wagner.

## Personatges
| Personatge | Tessitura | Repartiment de l'estrena, 10 d'abril de 1886 (Director: Joseph Dupont) |
| ---------- | --------- | ---------------------------------------------------------------------- |
| Gwendoline | soprano   | Élisa-Eugénie Thuringer                                                |
| Armel      | tenor     | Pierre-Émile Engel                                                     |
| Erick      | tenor     | Franklin                                                               |
| Aella      | baríton   | Gustave Seuille                                                        |
| Harald     | baríton   | Charles Bérardi                                                        |
| Un danès   | baix      |                                                                        |